# Pierre-Michel Lasogga
Pierre-Michel Lasogga (* 15. prosince 1991 Gladbeck, Německo) je německý fotbalový útočník, v současnosti působí v německém klubu Hamburger SV.

## Klubová kariéra
Lasogga začal profesionální kariéru v klubu Bayer 04 Leverkusen, kde v roce 2010 odehrál 5 zápasů za čtvrtoligovou rezervu. V létě 2010 odešel do tehdy druholigového klubu Hertha BSC Berlin. 2. září 2013 odešel na roční hostování do týmu Hamburger SV. Po sezoně do Hamburku přestoupil.

## Reprezentační kariéra
Pierre-Michel Lasogga reprezentoval Německo v mládežnické kategorii U21. Hrál v kvalifikaci na Mistrovství Evropy hráčů do 21 let 2013.
Na konci února 2014 jej trenér Německa Joachim Löw nominoval do A-mužstva Německa pro přátelský zápas s Chile (5. března 2014, výhra Německa 1:0), v něm ale příležitost na hřišti nedostal.